# Okurigana
Okurigana (Kanji: 送り仮名, Kana: おくりがな, Hán Việt: Tống giả danh) được hiểu là các ký tự đi kèm, là các hậu tố kana theo sau các ký tự kanji ở các từ trong văn viết tiếng Nhật. Thông thường được dùng để biến cách tính từ hay động từ, okurigana chỉ ra thời (hoàn thành hay không hoàn thành - hay hiện tại và quá khứ), nghĩa phủ định hay khẳng định, hay mức độ lịch sự, và nhiều chức năng khác. Trong văn viết hiện đại, okurigana hầu như luôn được viết bằng hiragana; còn katakana cũng thường được dùng trước đây.

## Các ví dụ về biến tố
Các tính từ trong tiếng Nhật sử dụng okurigana để diễn tả thời và tính khẳng-phủ định, tất cả các tính từ đều sử dụng cùng một mẫu cấu trúc hậu tố trong mỗi trường hợp. Ví dụ đơn giản ở dưới sử dụng ký tự 高 (cao) để diễn tả bốn trường hợp cơ bản của một tính từ trong tiếng Nhật. Nghĩa gốc của từ có thể được biết thông qua ký tự kanji (高, đọc là taka và đều có nghĩa là cao hay đắt trong mọi trường hợp), nhưng thông tin cốt yếu (thời và tính khẳng-phủ định) chỉ có thể biết được sau khi đọc các ký tự okurigana phía sau ký tự kanji chính.
高い (takai)Cao, đắt (khẳng định, hiện tại-tương lai),
高かった (takakatta)Cao, đắt (khẳng định, quá khứ)
高くない (takakunai)Không cao, không đắt (phủ định, hiện tại-tương lai)
高くなかった (takakunakatta)Không cao, không đắt (phủ định, quá khứ)
Các động từ trong tiếng Nhật cũng có các mẫu tương tự; nghĩa gốc thông thường được diễn đạt thông qua 1 hoặc nhiều ký tự kanji tại đầu của từ (trong ví dụ là ký tự 食 (thực - ăn)), còn thời, khẳng-phủ định, mức độ lịch sự, và những đặc tính khác được diễn đạt thông qua okurigana.
食べる (taberu)Ăn, dùng bữa (khẳng định, không trang trọng),
食べない (tabenai)Không ăn, chưa dùng bữa (phủ định, không trang trọng),
食べた (tabeta)Đã ăn, đã dùng bữa (khẳng định, quá khứ, không trang trọng),
食べなかった (tabenakatta)Không ăn, chưa dùng bữa (phủ định, quá khứ, không trang trọng),
Có thể so sánh với các động từ cùng nghĩa những ở mức độ lịch sự hơn dưới đây, dùng khi người nói và người nghe chưa thân mật, với các mẫu tương tự:
食べます (tabemasu)Ăn, dùng bữa Eat (khẳng định, lịch sự),
食べません (tabemasen)Không ăn, chưa dùng bữa (phủ định, lịch sự),
食べました (tabemashita)Đã ăn, đã dùng bữa (khẳng định, quá khứ, lịch sự),
食べませんでした (tabemasen deshita)Không ăn, chưa dùng bữa (phủ định, quá khứ, lịch sự),

## Các quy tắc Okurigana

### Động từ
Okurigana dùng cho những động từ nhóm I (五段動詞 godan dōshi) thường bắt đầu với âm tiết cuối của dạng từ điển của động từ đó.
飲む no-mu - uống, 頂く itada-ku nhận, 養う yashina-u trồng trọt, 練る ne-ru nhào nặn.
Với những động từ nhóm II (一段動詞 ichidan dōshi), okurigana bắt đầu ở âm tiết trước âm tiết cuối cùng, trừ khi từ đó chỉ có độ dài 2 âm tiết.
妨げる samata-geru cản trở, 食べる ta-beru ăn, 占める shi-meru bao gồm, 寝る ne-ru ngủ, 着る ki-ru mặc
Nếu động từ có những sự biến đổi khác nhau, như nội động từ và ngoại động từ (tiếng Nhật gọi là 自動詞 - jidoushi tự động từ và 他動詞 - tadoushi tha động từ, tương ứng), cách đọc ngăn nhất của từ kanji sẽ được áp dụng cho tất cả các từ đó.
閉める shi-meru đóng (ngoại động từ), 閉まる shi-maru đóng (nội động từ), 落ちる o-chiru rơi (nội động từ), 落とす o-tosu đánh rơi (ngoại động từ)
Đặc điểm của okurigana theo sau còn quyết định các cách đọc khác nhau của từ kanji.
脅かす obiya-kasu đe dọa (hình tượng), 脅す odo-su đe dọa (hành động thực tế)

### Tính từ
Hầu hết trong các tính từ kết thúc bởi âm -i (tính từ đuôi i - tính từ đúng), okurigana bắt đầu từ chính âm -i.
安い yasu-i rẻ, 高い　taka-i đắt, 赤い aka-i đỏ
Okurigana bắt đầu từ âm shi với những tính từ kết thúc bởi -shii.
楽しい tano-shii vui vẻ, 著しい ichijiru-shii đáng kể, 貧しい mazu-shii nghèo
Quy luật không còn đúng nữa khi tính từ có một dạng chuyển sang động từ. Trong trường hợp này, giống như ở trên, cách đọc của ký tự kanji được giữ nguyên không đổi.
暖める atata-meru làm ấm (động từ), 暖かい atata-kai ấm (tính từ), 頼む tano-mu nhờ cậy, 頼もしい tano-moshii đáng tin cậy
Giống như với động từ, okurigana được dùng để phân biệt cách đọc.
細い hoso-i gầy, 細かい koma-kai nhỏ nhặt, 大いに　oo-ini rất là, 大きい oo-kii to lớn
Tính từ đuôi na (động tính từa) kết thúc bởi âm -ka có okurigana bắt đầu từ âm ka.
静か shizu-ka tĩnh lặng, 豊か yuta-ka phong phú, 愚か oro-ka ngớ ngẩn

### Trạng từ
Âm tiết cuối cùng của một trạng từ thường được viết bằng hiragana trong vai trò okurigana.
既に sude-ni, 必ず kanara-zu, 少し suko-shi

### Danh từ
Các danh từ thường không có okurigana.
月 tsuki, 魚 sakana, 米 kome.
Tuy nhiên, những danh từ được biến đổi từ một động từ hay tính từ có thể được gán thêm phần okurigana, mặc dù có một vài trường hợp bỏ qua việc này.
当たり a-tari, 怒り ika-ri, 釣り tsu-ri
Một vài danh từ bỏ qua phần okurigana, mặc dù có nguồn gốc động từ như. 
話 hanashi, 氷 koori, 畳 tatami
Dạng danh từ suy ra từ động từ lấy thêm phần okurigana như.
話し hana-shi sự nói chuyện, mới là dạng danh từ suy ra từ động từ 話す hana-su nói chuyện, chứ không phải danh từ 話 hanashi câu chuyện.
Một số danh từ có phần okurigana theo quy ước.
兆し kiza-shi, 幸い saiwa-i, 勢い ikio-i

### Từ ghép
Okurigana có thể được bỏ qua nếu không có sự nhập nhằng trong nghĩa hay cách đọc của từ ghép.
受け付け u-ke tsu-ke, 受付 uke tsuke, 行き先 i-ki saki, 行先 iki saki

### Bất quy tắc
Tuy nhiên cũng có những trường hợp không tuân theo các quy tắc ở trên mà người sử dụng bắt buộc phải tự nhớ: okurigana như thế nào là tiêu chuẩn phụ thuộc vào các quy ước hơn là sự logic.
明るい aka-rui, 恥ずかしい ha-zukashii.

## Xác định nghĩa kanji
Okurigana cũng được dùng để xác định nghĩa cho những ký tự kanji có nhiều cách đọc. Kể từ khi kanji được dùng để biểu diễn những từ có nhiều nghĩa - và nhiều cách đọc khác nhau - nhất là những ký tự thường dùng, Okurigana đã được đặt sau kanji để giúp người đọc đoán được nghĩa và cách đọc tương ứng mà nó đang đề cập.
Các ví dụ về xác định nghĩa bao gồm những động từ thường dùng như các từ dùng ký tự 上 (thượng) và 下 (hạ):
上がる (agaru)"tăng lên, nâng lên/sẵn sàng/hoàn thành", trong đó ký tự 上 đọc là a
上る (noboru)"đi lên/trèo lên (bậc thang)", trong đó ký tự 上 đọc là nobo 
下さる (kudasaru)"nhận từ [người có địa vị cao hơn]", trong đó ký tự 下 đọc là kuda
下りる (oriru)"hạ xuống/xuống", trong đó ký tự 下 đọc là o
下がる (sagaru)"giảm/hạ", trong đó ký tự 下 đọc là sa
Một ví dụ khác bao gồm một động từ quen thuộc với các nghĩa và dạng từ khác nhau dựa trên phần okurigana:
話す (hanasu)động từ "kể chuyện/nói chuyện/nói". Ví dụ: ちゃんと話す方がいい。(chanto hanasu hou ga ii), nghĩa là "Tốt hơn là anh nên nói cho rõ ràng."
話し (hanashi)danh từ ứng với động từ ở trên, "sự nói chuyện". Ví dụ: 話し言葉と書き言葉 (hanashi kotoba to kaki kotoba), nghĩa là "từ được nói và từ được viết".
話 (hanashi)danh từ, nghĩa là "câu chuyện" hay "lời nói". Ví dụ: 話はいかが？ (hanashi wa ikaga?), nghĩa là "Một câu chuyện nhé?"
Mặc dù Bộ giáo dục Nhật Bản đã ban hành quy định về sử dụng okurigana, trong thực tế sử dụng có rất nhiều biến đổi đa dạng. Một ví dụ là, cách đánh vần tiêu chuẩn của từ kuregata là 暮れ方, nhưng đồi khi trở thành 暮方.